# 스펜서 다니엘스
스펜서 다니엘스(Spencer Daniels, 1992년 12월 23일 ~ )는 미국의 배우, 영화배우, 텔레비전 배우이다.

## 방송
- 맘 시즌2
- 맘

## 영화
- PMC: 더 벙커 (2018년) - 로건 역
- 울브스 앳 더 도어 (2016년)
- 맘 시즌2 (2014년)
- 캘리포니아 스키밍 (2014년)
- 맘 시즌1 (2013년)
- 미드나잇 게임 (2013년)
- 라스트 카인드 워즈 (2012년)
- 스타 트렉: 더 비기닝 (2009년)
- 벤자민 버튼의 시간은 거꾸로 간다 (2008년) - 12살 벤자민 역